# النا گیورکا
النا گیورکا (انگلیسی: Elena Giurcă؛ ۱۱ january ۱۹۴۶ – سپتامبر ۲۰۱۳ (۶۷ ساله)) ورزشکار روئینگ اهل رومانی بود.
وی در مسابقات کشوری و بین‌المللی در مجموع برندهٔ ۲ مدال نقره، ۳ مدال برنز شده‌است.